# Max Pirkis
Max William R. Pirkis (ur. 6 stycznia 1989 w Londynie) – brytyjski aktor filmowy.
Grywał w przedstawieniach szkolnych. Zadebiutował w filmie Pan i władca: Na krańcu świata w 2003, gdzie zagrał midszypmena Lorda Blakeney, partnerując takim aktorom jak Russell Crowe i Paul Bettany. Za tę rolę otrzymał dwie nagrody w 2004: Evening Standard British Film Awards dla najbardziej obiecującego aktora oraz Young Artist Award w jednej z kategorii. Powierzono mu później rolę młodego Oktawiana w pierwszym sezonie i w początkowej części drugiego serialu Rzym, wyprodukowanego przez BBC i HBO.
Od 2004 był uczniem Eton College. W 2007 rozpoczął studia teologiczne w St Catharine’s College na Uniwersytecie Cambridge. Powrócił do aktorstwa w 2014, otrzymując jedną z głównych w filmie Uśpieni.

## Filmografia
- 2003: Pan i władca: Na krańcu świata
- 2005–2007: Rzym
- 2014: Flying Home
- 2014: Uśpieni